# A tehetség
A tehetség (eredeti cím: Gifted) 2017-ben bemutatott amerikai filmdráma, amelyet Tom Flynn forgatókönyvéből Marc Webb rendezett. A főbb szerepekben Chris Evans, Mckenna Grace, Lindsay Duncan, Jenny Slate és Octavia Spencer látható. 
Az Amerikai Egyesült Államokban 2017. április 7-én mutatta be a Fox Searchlight Pictures, és világszerte 43 millió dolláros bevételt hozott. A 23. Critics' Choice Awards-on Grace-t a legjobb fiatal színésznőnek/színésznőnek járó díjra jelölték. Általánosságban pozitív visszajelzéseket kapott a kritikusoktól, akik dicsérték Evans és Grace alakítását, ugyanakkor megjegyezték kiszámíthatóságát.

## Cselekmény
A hétéves Mary-t nagybátyja, Frank neveli. Szereti a félszemű macskáját, Fredet, és nagyon jól kijön a szomszédjával, Robertával, aki gyakran vigyáz rá. Édesanyja, Diane nem sokkal Mary születése után öngyilkos lett. Ő matematikus volt, és kezdetben a Navier–Stokes-egyenletek  megoldásának küszöbén állt, amely az úgynevezett millenniumi problémák egyike. Mary szintén rendkívül intelligens. Bár Frank tisztában van a lány tehetségével, mégis azt szeretné, ha normális gyerekkora lenne, és hasonló korú barátokat szerezne. Ezért jár a helyi általános iskolába, ahol már az első napon feltűnik azzal, hogy könnyedén megoldja a bonyolult matematikai feladatokat. Tanára, Bonnie Stevenson és az igazgatónő hiába próbálják rábeszélni Franket, hogy írassa egy nevesebb iskolába, ahol tehetségét továbbfejleszthetik. Az igazgatónő ekkor felkutatja Frank édesanyját, Evelynt. Bár nem ismeri az unokáját, mégis megjelenik, és be akarja fogadni Maryt. Egy kétnapos bostoni látogatás során, ahol Evelyn egy matematika professzornak is megmutathatja tudását, Maryre nagy hatással van a környezet, de nem akar a határozott nagymamával élni.
Bírósági harc kezdődik a felügyeleti jogról. Frank fő problémája, hogy hivatalosan soha nem kapta meg Mary felügyeleti jogát. Evelyn ügyvédje megpróbálja úgy beállítani a lakhatási körülményeket Frankéknél, hogy azok nem higiénikusak és nem alkalmasak a gyermekek számára. Egy incidenst, amikor Mary egy 12 éves diáklány ellen védte meg egy diáktársát, és eltörte annak orrát, úgy értelmezik, az negatív hatással van a fejlődésére. Mary biológiai apját is bemutatják, de Frank ügyvédje, Cullen be tudja bizonyítani, hogy soha nem mutatott érdeklődést Mary iránt. Cullen egy példával bizonyítja, hogy Evelyn nem foglalkozik a gyermek igényeivel. Amikor Diane 17 évesen titokban síelni ment a barátjával, Evelyn feljelentette őt emberrablásért, és megtiltotta neki, hogy a továbbiakban kapcsolatba lépjen vele. Az eredmény egy kezdeti öngyilkossági kísérlet volt. Evelyn felháborodottan utasítja vissza a vádakat, mondván, a lánya egyediségét nem lett volna szabad veszélyeztetni. Végül a felek megállapodnak egyezségben. Mary egy fél órányira lévő nevelőszülőkhöz költözik, míg nagyanyja visszatér Bostonba. Mary rendszeresen látogathatja Franket. Tizenkét éves korában újabb bírósági meghallgatást lehet kérni, amelyen figyelembe veszik Mary saját kívánságait. Miközben könnyes búcsút vesznek egymástól, Mary szemrehányást tesz Franknek, amiért megszegte az ígéretét, hogy soha nem kell elhagynia őt.
Első látogatásakor Franket elküldik, mert Mary „egyfajta idegösszeomlást” szenvedett. Bonnie, aki most már Frank barátja, meglátja Mary macskáját, Fredet egy plakáton „örökbefogadásra” hirdetve, és értesíti Franket. Nem sokkal azelőtt veszi fel a macskát, mielőtt elaltatnák. Egy „macskára allergiás” adta le. Mivel Frank tudja, Evelyn allergiás a macskákra, ő és Roberta azonnal elmennek Mary nevelőcsaládjához. Kiderül, Evelyn beköltözött a vendégházukba, és Mary-t ott magántanárok tanítják. Evelyn megtévesztése miatt (a megegyezésben foglaltakkal ellentétben nem tartózkodik attól, hogy naponta lássa és befolyásolja Mary-t) Frank megmutatja Evelynnek Diane korábban rejtve tartott munkáját, amellyel sikerült megoldania a Navier-Stokes-problémát. Azzal a feltétellel adta át Franknek, hogy csak Evelyn halála után hozhatja nyilvánosságra. Frank, hogy anyja kedvében járjon, figyelmen kívül hagyja Diane kívánságát, és kifejezi Evelynnek a meggyőződését, miszerint ő van arra predesztinálva, hogy bemutassa lánya munkáját, és megvédje azt a szkeptikusokkal szemben. Ennek következtében Evelynnek már nincs indítéka többé arra, hogy lánya, majd később unokája befejezhesse azt a művet, amelyet saját magának szánt, és amelyről gyermekei érdekében lemondott. Evelyn először habozik, de aztán beleegyezik a feladat elvállalásába, és visszaadja Mary-t Franknek. Mary visszatér Frankhez, és ettől kezdve egy olyan iskolába jár, amely megfelel a tehetségének.

## Szereplők
| Szereplő              | Színész          | Magyar hang       |
| --------------------- | ---------------- | ----------------- |
| Francis "Frank" Adler | Chris Evans      | Dévai Balázs      |
| Mary Adler            | Mckenna Grace    | Azurák Zsófia     |
| Evelyn Adler          | Lindsay Duncan   | Vándor Éva        |
| Bonnie Stevenson      | Jenny Slate      | Nemes Takách Kata |
| Roberta Taylor        | Octavia Spencer  | Balogh Anna       |
| Greg Cullen           | Glenn Plummer    | Sarádi Zsolt      |
| Aubrey Highsmith      | John Finn        | Horányi László    |
| Gloria Davis          | Elizabeth Marvel | Bertalan Ágnes    |
| Seymore Shankland     | Jon Sklaroff     | Seress Zoltán     |
| Pat Golding           | Julie Ann Emery  | Bozó Andrea       |
| Bradley Pollard       | Keir O’Donnell   | Király Dániel     |
| Edward Nichols bíró   | John M. Jackson  | Várkonyi András   |

### Magyar változat
- Magyar szöveg: Hevesi Mirtill
- Hangmérnök: Kardos Péter
- Vágó: Sári-Szemerédi Gabriella
- Gyártásvezető: Kablay Luca
- Szinkronrendező: Majoros Eszter

A szinkront a Mafilm Audio Kft. készítette el.

## A film készítése
2014 decemberében Tom Flynn forgatókönyve egyike volt annak a 70 filmnek, amelyek felkerültek az év Fekete Listájára. 2015 augusztusában jelentették be, hogy Chris Evans szerepet kapott a filmben, a rendező Marc Webb lett. 2015 szeptemberében Mckenna Grace, Octavia Spencer, Lindsay Duncan és Jenny Slate csatlakozott a szereplőgárdához, 2015 novemberében Julie Ann Emery is szerepet kapott.
A forgatás 2015 októberében kezdődött a georgiai Savannahban, valamint a georgiai Tybee Islanden, és 2015 novemberében fejeződött be. A kiválasztott helyszínek közé tartozott a georgiai Wilmington Islanden található May Howard Általános Iskola és az atlantai Emory Egyetem.
Habár a film a floridai St. Petersburgben játszódik, Tom Flynn forgatókönyvíró nem tudta meggyőzni a producereket, hogy Floridában forgassanak, mert az állam már nem nyújtott pénzügyi támogatást a filmkészítőknek; így Georgia pénzügyileg jobban megérte.
Jordan Ellenberg matematikus, aki maga is csodagyerek volt, a film matematikai tanácsadója volt; Webb felvette vele a kapcsolatot, miután elolvasta a The Wall Street Journalban megjelent cikkét, és megkérte, ossza meg vele tapasztalatait. Ellenberg egy professzorként is feltűnik, aki a partíciós függvényről és Ramanujan kongruenciáiról tart előadást.

## Fogadtatás

### Bevételi adatok
A Gifted 24,8 millió dollárt hozott belföldön (Amerikai Egyesült Államok és Kanada), és 18,3 millió dollárt más területeken, így világszerte 43,1 millió dolláros összbevételt termelt, szemben a 7,0 millió dolláros költségvetéssel. Az első hétvégén igen korlátozottan (56 vetítésen) mutatták be a mozikban, és a 16. helyen végzett a hazai pénztáraknál, majd széles körben kezdték vetíteni, és a következő négy hétvégét a Top 10-ben volt.

### Kritikai visszhang
A Rotten Tomatoes weboldalon 73%-os értékelést kapott a 181 kritika alapján, az átlagos értékelése 6,4 pont a 10-ből. A oldalon konszenzusa szerint: „A tehetség nem annyira ragyogó, mint a kislány főhős, de a bájos szereplőgárda tisztességesen megnyerő drámát varázsol egy meglehetősen kiszámítható előzményből.” A Metacritic oldalán 33 kritikus alapján 100-ból 60 pontot kapott, ami általánosságban „vegyes vagy átlagos” értékelést eredményezett.
Colin Covert a Star Tribune-tól 3-ból 4 csillagot adott a filmre, mondván: „Persze, ez egy egyszerű, egyenes film, de néha csak ennyi kell, ameddig a szíve igaz”. Evans alakításáról Owen Gleiberman, a Variety munkatársa így nyilatkozott; „Chris Evans, zavartan és ziláltan, egy maszatos majom szakállal, aki nem tudja megborotválni magát, elkötelezett alakítást nyújt, és olyan otthonos melegséget sugároz, amit még nem láttunk az Amerika Kapitány-filmekben sem.” Richard Roeper a 4-ből 4 csillagot adott a filmre, és azt mondta, „A tehetség nem az év eddigi legjobb, legkifinomultabb vagy legeredetibb filmje – de talán a kedvencem.”